# Herse

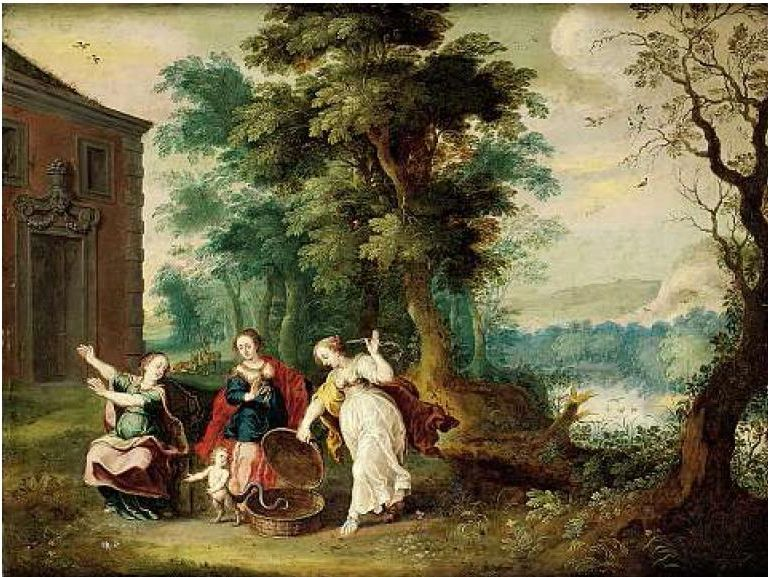
Jasper van der Laanen Aglauros, Pàndrosos i Herse

Herse (en grec antic Ἕρση), segons la mitologia grega, fou una princesa atenenca, filla de Cècrops i d'Agraulos.
Les seves germanes són Aglauros i Pàndrosos, a les quals Atena va confiar el petit Erictoni. Herse va ser indiscreta a l'obrir, amb les seves germanes, el cistell on estava amagat el nen. Com a càstig Atena la va embogir i ella es va precipitar des de dalt de les roques de l'Acròpoli. Hi havia una altra tradició que feia a Aglauros l'única culpable. Herse s'hauria estalviat el càstig, i seduïda per Hermes havia tingut amb ell un fill, Cèfal.